# Carlos Chiarelli
Carlos Alberto Gomes Chiarelli GOMM (Pelotas, 3 de maio de 1940) é um professor, acadêmico, advogado e político brasileiro filiado ao União Brasil (UNIÃO). Foi ministro da Educação e da Integração Latino-Americana durante o governo Collor. Pelo Rio Grande do Sul, foi senador e deputado federal, além de secretário do Trabalho durante o governo Sinval Guazzelli. Foi vice-reitor da Universidade Católica de Pelotas.

## Biografia

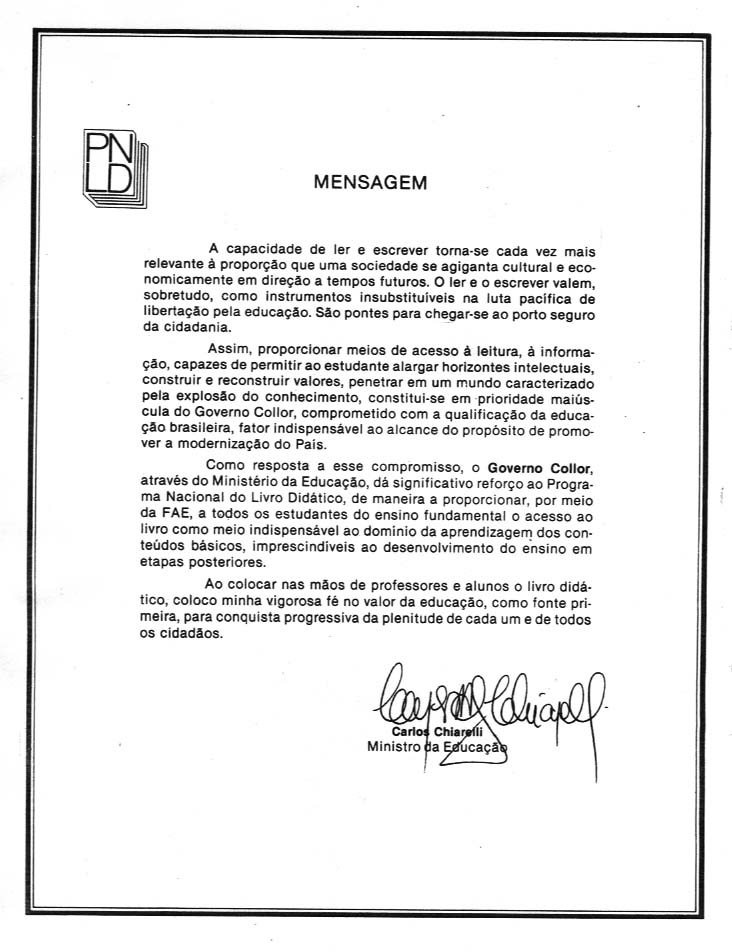
Mensagem como Ministro de Estado da Educação.

Filho de Matteo Salvador Chiarelli e Maria Gomes Chiarelli, é advogado com especialização em Direito do Trabalho pelas universidades de Madri, Roma e Colônia. 
Membro do conselho diretor do Fundo Nacional de Assistência ao Trabalhador Rural (FUNRURAL), foi Secretário do Trabalho e Ação Social do Rio Grande do Sul e a seguir Secretário das Relações de Trabalho do Ministério do Trabalho.
Eleito deputado federal pela Aliança Renovadora Nacional (ARENA) em 1978, integrou o secretariado do governador Sinval Guazzelli em seu último mês de mandato. Filiado ao PDS, foi eleito senador em 1982 com 1.271.572 votos, barrando a reeleição de Paulo Brossard, candidato pelo PMDB. Com a fundação do PFL foi escolhido líder do partido no Senado.
Não disputou um novo mandato para a Câmara Alta do país em virtude de ter sido nomeado ministro da Educação pelo presidente Fernando Collor, exercendo o cargo de 15 de março de 1990 a 22 de agosto de 1991, sendo remanejado para o Ministério Extraordinário para Assuntos de Integração Latino-Americana, rebatizado pela imprensa de Ministério do Mercosul, onde permaneceu até 24 de janeiro de 1992.
Em agosto de 1990, Chiarelli foi condecorado por Collor com a Ordem do Mérito Militar no grau de Grande-Oficial especial.
Declarou, como Ministro da Educação, no Brasil, "os professores fingem que ensinam, os alunos fingem que aprendem e o governo finge que controla", demonstrando grande crítica ao governo, ao aluno e ao sistema de ensino, qual seja, uma incompetência tríade.